# Dichochrysa benedictae
Dichochrysa benedictae là một loài côn trùng trong họ Chrysopidae thuộc bộ Neuroptera. Loài này được Séméria miêu tả năm 1976.